# Promises of no man's land (single)
Promises of no man's land is een single van de Nederlandse zanger Blaudzun. Het nummer werd in december 2013 uitgebracht en is de eerste single afkomstig van zijn gelijknamige studioalbum, dat pas drie maanden later verscheen. Het lied zou gaan over een mishandeling van een vriendin van Blaudzun door haar vriend.
In januari 2014 werd het nummer uitgeroepen tot "Hotshot" bij het Belgische Studio Brussel en tot Megahit op 3FM.
Promises of no man's land diende later als afsluiting van NOS Studio Sportwinter, een televisieprogramma over de Olympische Winterspelen 2014. Tevens werd het gebruikt als intromuziek voor de eerste 5 seizoenen van de Belgische politieserie Echte Verhalen: De Buurtpolitie.

## Hitnotering

### Nederlandse Top 40
| Positie: | 38 | 36 | 33 | 38 | 35 | uit |

### NederlandseSingle Top 100
| Positie: | 65 | 74 | 86 | 60 | 39 | 43 | 43 | 45 | 70 | uit |

### BelgischeBRT Top 30
Geen notering

### VlaamseUltratop 50
Het lied bleef steken op plaats vier in de tipparade.

### NPO Radio 2 Top 2000
| Nummer met noteringen in de NPO Radio 2 Top 2000 | '14  | '15 | '16  | '17  | '18  | '19  | '20 | '21  | '22  | '23  | '24  |
| ------------------------------------------------ | ---- | --- | ---- | ---- | ---- | ---- | --- | ---- | ---- | ---- | ---- |
| Promises of no man's land                        | 1873 | 906 | 1212 | 1242 | 1460 | 1865 | -   | 2000 | 1654 | 1886 | 1920 |

1. ↑  Een '-' betekent dat het nummer niet was genoteerd en een vetgedrukt getal geeft de hoogste notering aan.
2. ↑  2014 was het eerste jaar met een notering voor dit nummer.